# Lanans
Lanans est une commune française située dans le département du Doubs, la région culturelle et historique de Franche-Comté et la région administrative Bourgogne-Franche-Comté. Le village fait partie de la Communauté de Communes du Pays de Sancey-Belleherbe

## Géographie

### Toponymie
Lesnans en 1147 ; Lasnans en 1306 ; Lanans en 1348 ; Laynans en 1547.
Commune de l'arrondissement de Besançon, du canton de Bavans et de l'ancien canton de Baume les Dames,situé à 511 mètres d'altitude sur le premier plateau au-dessus de la vallée du Cusancin, le village s'allonge le long de deux routes perpendiculaires, donnant à la localité un plan en T.

### Climat
Pour des articles plus généraux, voir Climat de la Bourgogne-Franche-Comté et Climat du Doubs.
En 2010, le climat de la commune est de type climat de montagne, selon une étude du Centre national de la recherche scientifique s'appuyant sur une série de données couvrant la période 1971-2000. En 2020, Météo-France publie une typologie des climats de la France métropolitaine dans laquelle la commune est dans une zone de transition entre le climat semi-continental et le climat de montagne et est dans la région climatique  Jura, caractérisée par une forte pluviométrie en toutes saisons (1 000 à 1 500 mm/an), des hivers rigoureux et un ensoleillement médiocre. 
Pour la période 1971-2000, la température annuelle moyenne est de 9,2 °C, avec une amplitude thermique annuelle de 17 °C. Le cumul annuel moyen de précipitations est de 1 315 mm, avec 13 jours de précipitations en janvier et 11 jours en juillet. Pour la période 1991-2020, la température moyenne annuelle observée sur la station météorologique de Météo-France la plus proche, « Branne_sapc », sur la commune de Branne à 9 km à vol d'oiseau, est de 11,1 °C et le cumul annuel moyen de précipitations est de 1 127,0 mm. 
La température maximale relevée sur cette station est de 39 °C, atteinte le 7 août 2015 ; la température minimale est de −19,8 °C, atteinte le 20 décembre 2009,,. 
Les paramètres climatiques de la commune ont été estimés pour le milieu du siècle (2041-2070) selon différents scénarios d'émission de gaz à effet de serre à partir des nouvelles projections climatiques de référence DRIAS-2020. Ils sont consultables sur un site dédié publié par Météo-France en novembre 2022.

## Urbanisme

### Typologie
Au 1er janvier 2024, Lanans est catégorisée commune rurale à habitat dispersé, selon la nouvelle grille communale de densité à 7 niveaux définie par l'Insee en 2022.
Elle est située hors unité urbaine et hors attraction des villes,.

### Occupation des sols
L'occupation des sols de la commune, telle qu'elle ressort de la base de données européenne d’occupation biophysique des sols Corine Land Cover (CLC), est marquée par l'importance des forêts et milieux semi-naturels (54,6 % en 2018), une proportion identique à celle de 1990 (54,6 %). La répartition détaillée en 2018 est la suivante : 
forêts (54,6 %), prairies (17,3 %), zones agricoles hétérogènes (13,2 %), terres arables (12,2 %), zones urbanisées (2,7 %). L'évolution de l’occupation des sols de la commune et de ses infrastructures peut être observée sur les différentes représentations cartographiques du territoire : la carte de Cassini (XVIIIe siècle), la carte d'état-major (1820-1866) et les cartes ou photos aériennes de l'IGN pour la période actuelle (1950 à aujourd'hui).

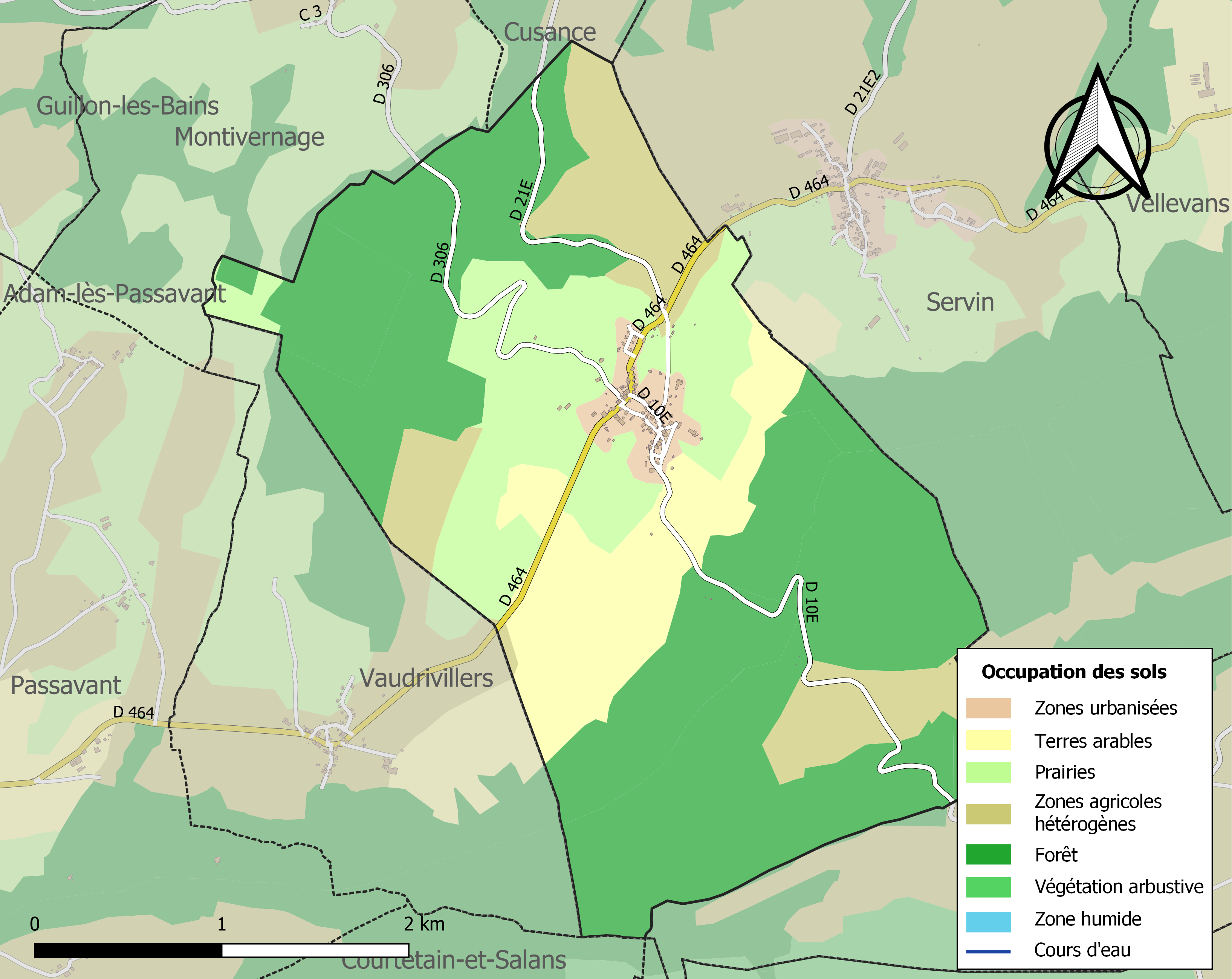
Carte des infrastructures et de l'occupation des sols de la commune en 2018 (CLC).

## Héraldique
| Blason de Lanans | Blason  | De gueules au sautoir d'argent à la bordure d'or.                                            |
| Blason de Lanans | Détails | Armes de la famille seigneuriale de Lanans. Le statut officiel du blason reste à déterminer. |

## Politique et administration
| Période                                  | Période        | Identité          | Étiquette | Qualité                    |
| ---------------------------------------- | -------------- | ----------------- | --------- | -------------------------- |
| mars 2008                                | 2014           | Jean-Pierre Dufay |           |                            |
| mars 2014                                | septembre 2016 | Michel Lavalette  | SE        | Retraité Fonction publique |
| septembre 2016                           | En cours       | Dominique Perdrix |           | Responsable administratif  |
| Les données manquantes sont à compléter. |                |                   |           |                            |

## Démographie
L'évolution du nombre d'habitants est connue à travers les recensements de la population effectués dans la commune depuis 1793. Pour les communes de moins de 10 000 habitants, une enquête de recensement portant sur toute la population est réalisée tous les cinq ans, les populations de référence des années intermédiaires étant quant à elles estimées par interpolation ou extrapolation. Pour la commune, le premier recensement exhaustif entrant dans le cadre du nouveau dispositif a été réalisé en 2005.

En 2022, la commune comptait 162 habitants, en évolution de −2,99 % par rapport à 2016 (Doubs : +1,88 %, France hors Mayotte : +2,11 %).
| 1793 | 1800 | 1806 | 1821 | 1831 | 1836 | 1841 | 1846 | 1851 |
| ---- | ---- | ---- | ---- | ---- | ---- | ---- | ---- | ---- |
| 406  | 388  | 404  | 364  | 353  | 371  | 384  | 376  | 359  |

| 1856 | 1861 | 1866 | 1872 | 1876 | 1881 | 1886 | 1891 | 1896 |
| ---- | ---- | ---- | ---- | ---- | ---- | ---- | ---- | ---- |
| 319  | 333  | 303  | 254  | 271  | 257  | 259  | 261  | 245  |

| 1901 | 1906 | 1911 | 1921 | 1926 | 1931 | 1936 | 1946 | 1954 |
| ---- | ---- | ---- | ---- | ---- | ---- | ---- | ---- | ---- |
| 216  | 224  | 193  | 161  | 191  | 202  | 197  | 180  | 166  |

| 1962 | 1968 | 1975 | 1982 | 1990 | 1999 | 2005 | 2006 | 2010 |
| ---- | ---- | ---- | ---- | ---- | ---- | ---- | ---- | ---- |
| 153  | 153  | 129  | 115  | 92   | 108  | 132  | 131  | 130  |

| 2015 | 2020 | 2022 | - | - | - | - | - | - |
| ---- | ---- | ---- | - | - | - | - | - | - |
| 159  | 159  | 162  | - | - | - | - | - | - |

## Lieux et monuments
- Trois belles fontaines[21] construites en 1840 dont une est classée parmi les plus belles fontaines de Franche-Comté.
- Plusieurs étangs.

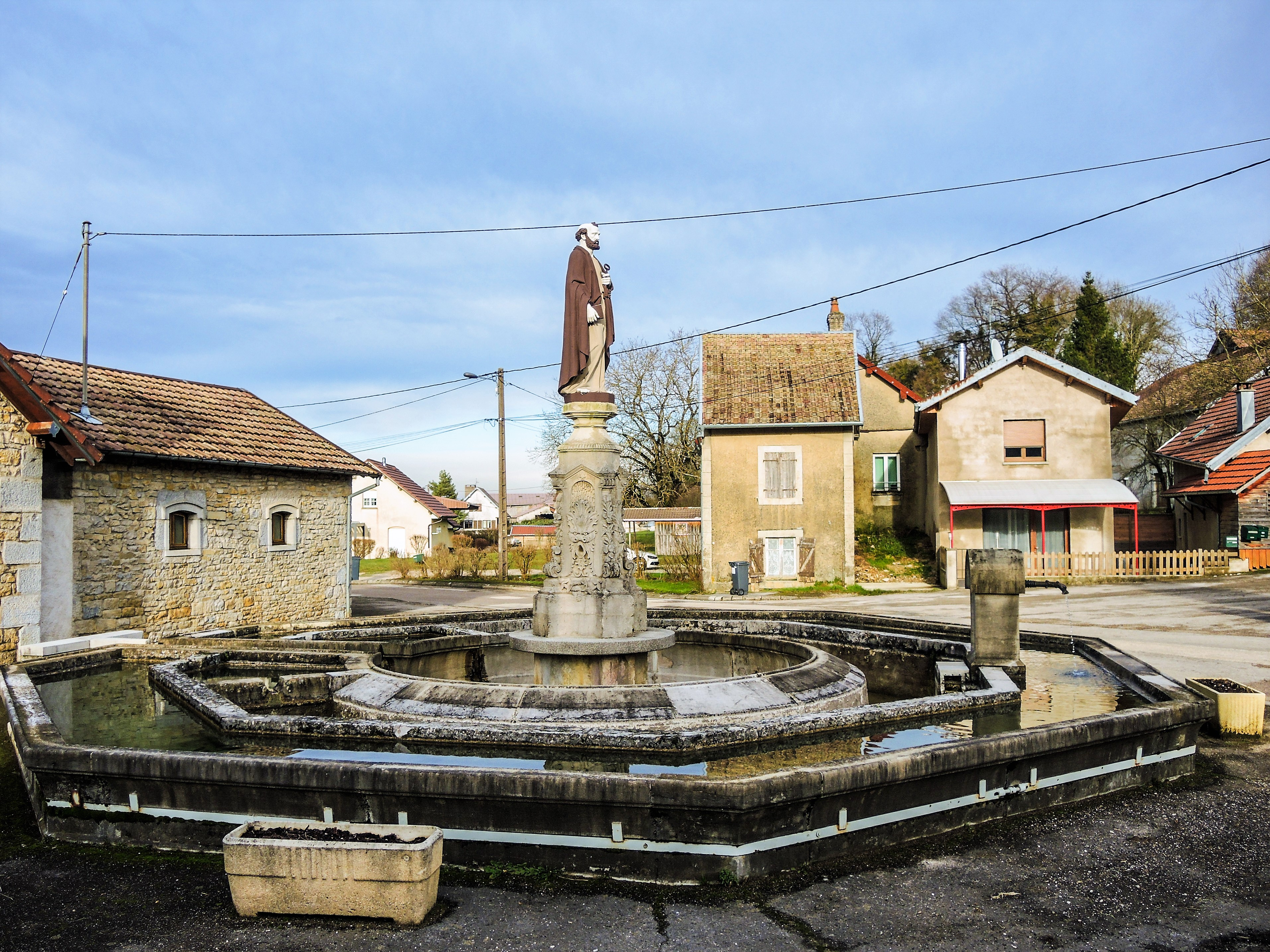
La fontaine octogonale Saint-Pierre.
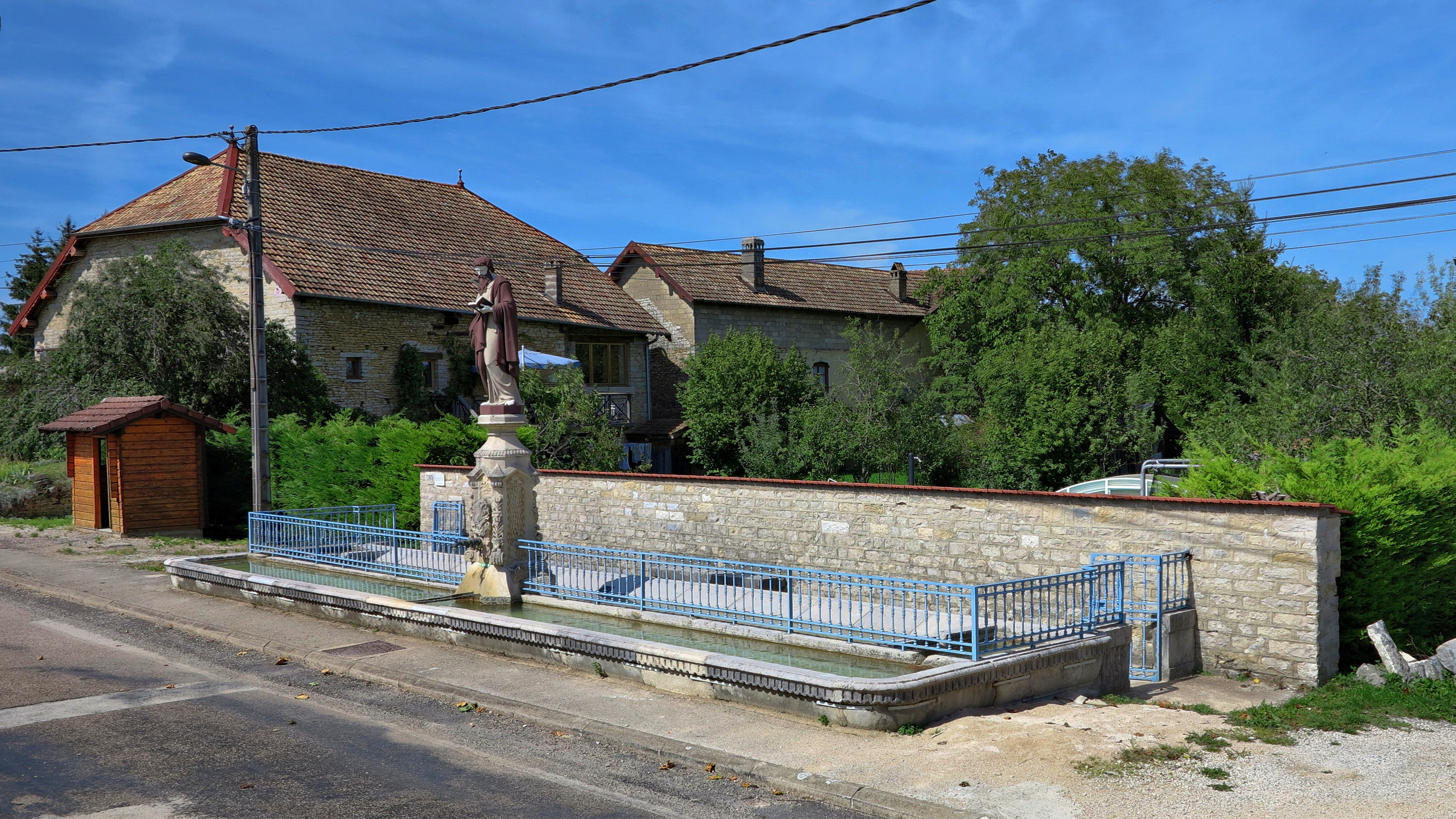
Le lavoir-abreuvoir Saint-Paul.
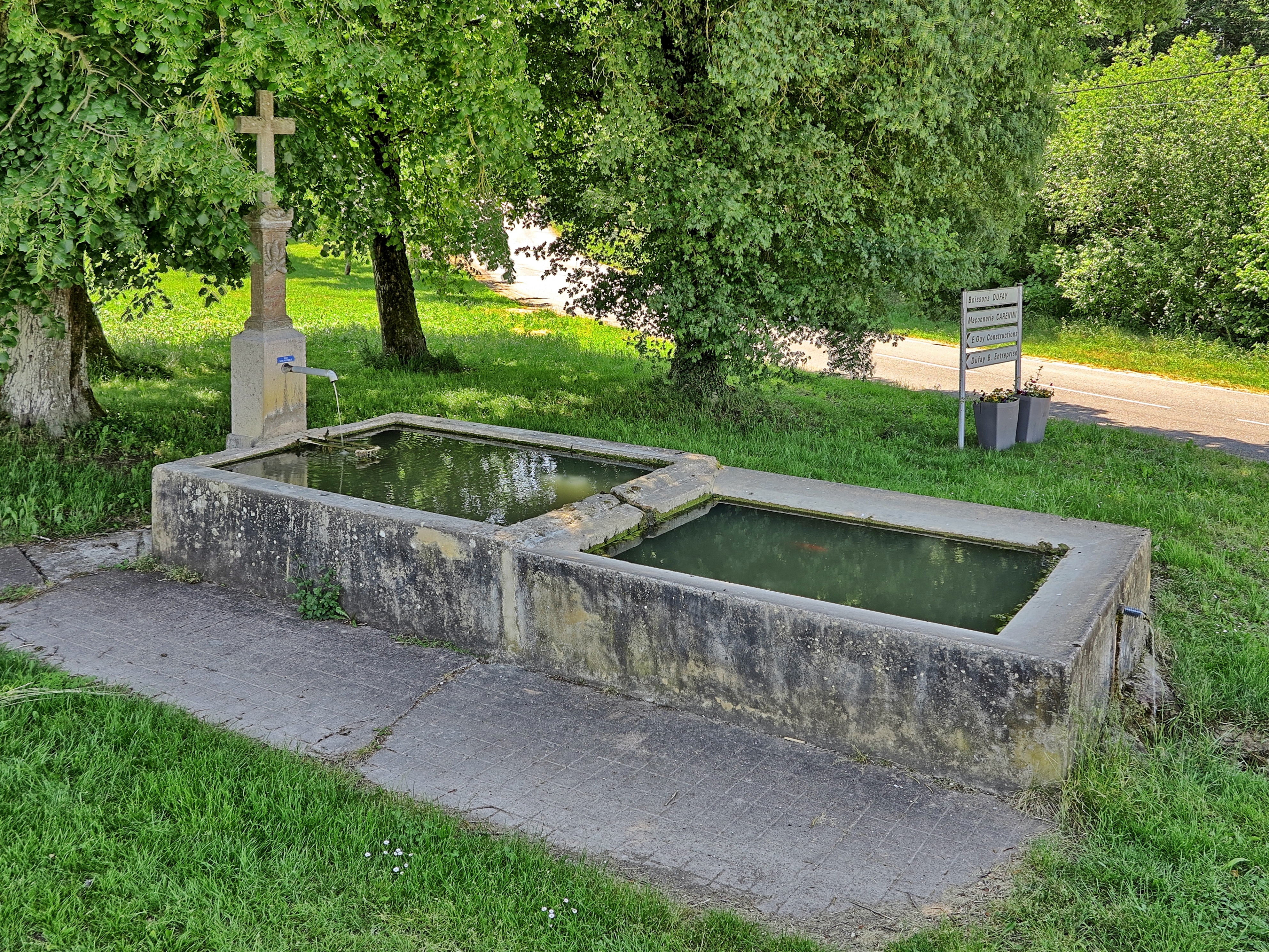
La fontaine à la croix.
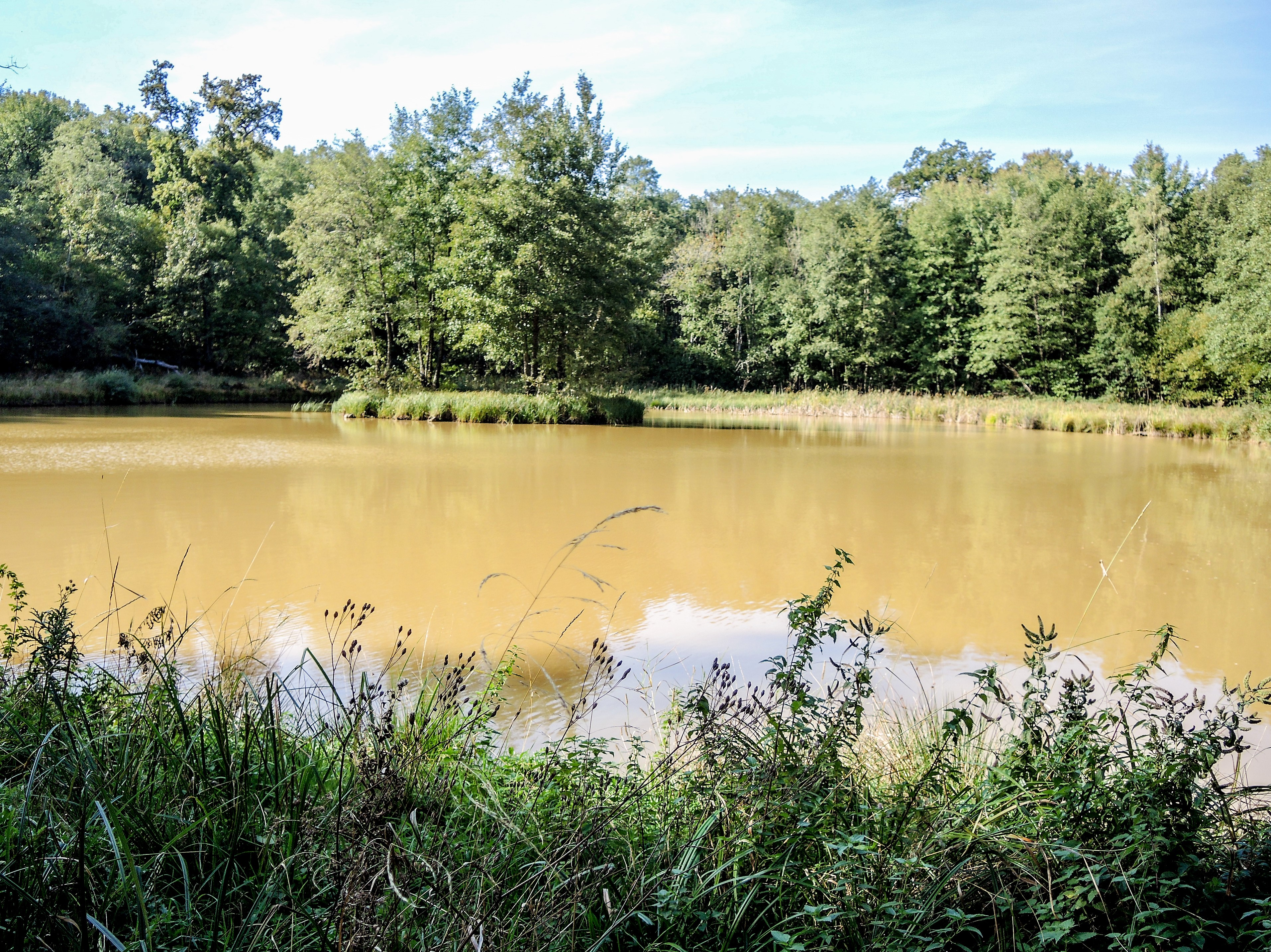
Etang avec île.

La commune a la particularité de ne pas avoir d'église.